# Sân bay Jamba
Sân bay Jamba (IATA: JMB, ICAO: FNJA) là một sân bay ở Jamba, tỉnh Huíla, Angola.